# 西奥多·威廉·理查兹
西奥多·威廉·理查兹（英語：Theodore William Richards，1868年1月31日—1928年4月2日），第一位获得诺贝尔化学奖的美国化学家，以肯定他準確測定了許多化學元素的原子量。

## 生平
1868年，西奥多·威廉·理查兹在賓夕法尼亞州費城的日耳曼出生。父親是風景畫家，母親是詩人，理查兹的大學前教育大多是由他的母親教授的。某個夏天，在羅德島州的紐波特理查兹遇到了哈佛大學教授：喬賽亞·帕森斯·庫克，他讓當時還小的理查兹透過望遠鏡看到了土星環。過了幾年後理查兹進入了庫克的實驗室和他一起研究。
1878年至1880年，理查茲的家庭搬到了歐洲，大部分時間是在英國，在這裡理查茲對科學的興趣變得越來越強。回到美國後，年輕的理查茲進入了哈弗福德學院並於1885年獲得科學學士學位。之後他進入了哈佛大學並於1886年獲得文學學士學位。
理查茲繼續留在哈佛大學並研究氧相對於氫的原子量以作為他的博士論文題目，他的博士導師就是喬賽亞·帕森斯·庫克。其中一年他去了德國並在維克托·梅耶的門下學習，之後他回到哈佛大學並從化學助手開始做起，並在1901年時當上教授。1903年，他成為哈佛大學化學系的系主任。1912年，理查茲被任命為新沃爾科特吉布斯紀念實驗室的總監。
1896年，理查茲和米利暗·斯圖爾特·塞耶結婚，他們育有1位女兒(嫁給詹姆斯·布萊恩特·科南特)和2名兒子(皆死於自殺)。理查茲喜歡藝術與音樂，在休閒時間他喜歡素描、打高爾夫球或划船，他是貴格會教徒。
1928年4月2日在麻薩諸塞州的劍橋，理查茲死於慢性呼吸系統疾病，享年60歲。

## 研究

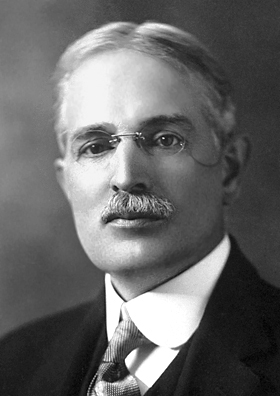
西奧多·威廉·理查茲

從1886年的博士論文開始，理查茲花了大半輩子在研究原子量上，尤其是在1889年回到哈佛大學後，他一直持續研究直到他逝世。根據富比士雜誌刊載，截至1932年，有55種元素的原子量是由理查茲及他的學生研究出來的。理查茲也發現了造成誤差的原因是某些鹽類會阻塞氣體或是外來溶質的沉澱。
理查茲通過化學分析顯示一個元素可以擁有不同的原子量，他分析天然的鉛與放射性衰變產生的鉛，並發現這2個鉛具有不同的原子量，此即為同位素。
理查茲當初測定原子量的方法在現代已經比較少被使用了，現代科學家使用電子儀器，像是質譜儀以測量同位素的原子量，並計算出平均原子量。現代方法的確是快且準確，但這都是多虧了理查茲的貢獻。
理查茲的研究包括原子的可壓縮性、溶液中和的熱量、汞合金的電化學。他也製作了絕熱熱量計及濁度計，這2個機器用於測量鍶的原子量。

## 獎項與成就
- 洛厄爾講座（1908年）
- 戴維獎章（1910年）
- 法拉第獎（1911年）
- 威拉德吉布斯獎章（1912年）
- 美國化學學會會長（1914年）

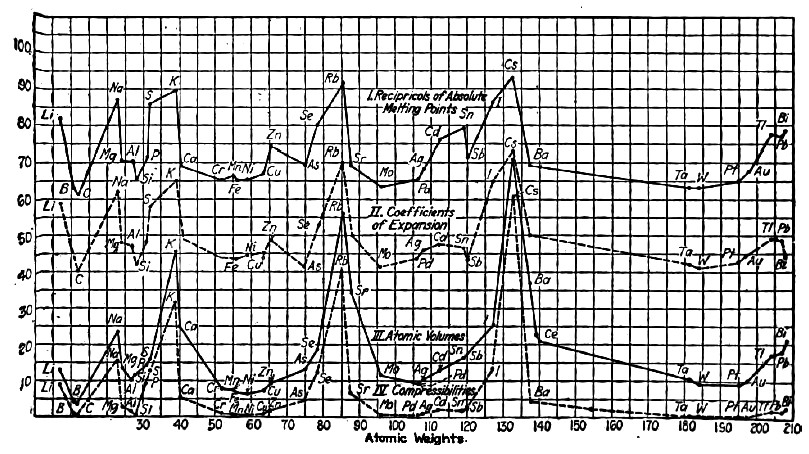
理查茲的週期特性圖

- 諾貝爾化學獎（1915年，授予前一年度1914年的獎項）
- 富蘭克林獎章（1916年）
- 美國科學促進會會長（1917年）
- 美國文理科學院會長（1919年至1921年）
- 拉瓦錫獎章（1922年）
- 勒布朗獎章（1922年）
- 西奧多·理查茲勳章（1932年，追授）

## 連結
- 诺贝尔官方网站关于西奥多·威廉·理查兹传记 （页面存档备份，存于）